# Daniel Torres (zawodnik MMA)
Daniel Carvalho Torres (ur. 6 lutego 1994 w Natalu) – brazylijsko-austriacki zawodnik mieszanych sztuk walki. Walczył dla takich federacji jak m.in. FEN, KSW czy PFL. Od 30 stycznia 2021 do 17 grudnia 2021 mistrz KSW w wadze piórkowej. Aktualnie związany z Oktagon MMA.

## Życiorys
Torres urodził się w Brazylii, jednak od pewnego czasu reprezentuje i walczy pod flagą Austrii, w której aktualnie mieszka, wraz ze swoją o 13 lat starszą żoną – Jasminką Cive, która także jest zawodniczką sztuk walk.

## Kariera MMA

### Starty na terenie ojczyzny oraz walka dla FEN
Torres zadebiutował w MMA 31 maja 2012 roku, pojedynek z Luizem Bruno Oliveirą został uznany za no contest. Rewanżowy bój stoczył 4 miesiące później, tym razem przegrywając ze swoim oponentem.
Kolejne 8 pojedynków także stoczył w swojej ojczyźnie, w tym 6 razy wygrał.
10 marca 2018 stoczył pojedynek dla polskiej federacji Fight Exclusive Night, zwyciężając z bardziej doświadczonym Kamilem Łebkowskim po jednogłośnej decyzji sędziowskiej.

### KSW i walka dla IFC
Po świetnym występie na gali FEN 20 do Brazylijczyka odezwała się jedna z najlepszych polskich federacji Konfrontacja Sztuk Walki. Po pewnym czasie Torres podpisał kontrakt z tą federacją i został ogłoszony w zestawieniu z Filipem Wolańskim na galę KSW 44. 9 czerwca 2018 w Gdańsku odbyła się wspomniana gala. Pojedynek po trzech wyrównanych rundach zwyciężył niejednogłośnie Daniel Torres. Obaj zawodnicy zostali nagrodzeni bonusem finansowym w kategorii "walka wieczoru".
Drugi pojedynek dla polskiego giganta stoczył 1 grudnia. Rywalem „Lyoto” został czołowy zawodnik wagi piórkowej Roman Szymański, starcie to po trzech rundach zwyciężył Polak. Pojedynek otrzymał bonus "walki wieczoru".
5 października 2019 odbudował się pojedynkiem poza federacją KSW, pokonując przez TKO Bośniaka, Ahmeda Vilę. Po walce przyznał, że w kolejnym pojedynku chciałby zmierzyć się z Marcinem Wrzoskiem, z którym pierwotnie miał zmierzyć się podczas gali KSW 47, jednak wtedy wypadł z powodu kontuzji.
Na galę KSW 51 (9 listopada 2019 w Zagrzebiu) został ogłoszony pojedynek Krzysztofa Klaczka z Filip Pejiciem, jednak Polak wypadł z tego zestawienia, a nowym rywalem Chorwata został Torres. Po trzech dobrych rundach zwyciężył brazylijski „Lyoto”. Kolejny pojedynek miał stoczyć z nowo zakontraktowanym Vojto Barboríkiem, jednak gala KSW 53: Fight Code została anulowana przez pandemię koronawirusa.
14 listopada 2020 na gali KSW 56 w Łodzi pokonał po niejednogłośnej decyzji sędziowskiej doświadczonego Niemca, Maxa Coge. Brazylijczyk po raz trzeci otrzymał bonus finansowy za "walkę wieczoru".
Podczas gali KSW 58 stoczył pojedynek o pas mistrzowski KSW w wadze piórkowej, rywalem Torresa był niepokonany Francuski mistrz Salahdine Parnasse. Pojedynek w pierwszej rundzie zwyciężył „Tucanão”, trafiając przedramieniem w głowę rywala, po czym sędzia ringowy bez zastanawiania się przerwał walkę. 2 lutego został nagrodzony bonusem za swój spektakularny "nokaut wieczoru".
18 grudnia 2021 na gali KSW 65 w rewanżowym starciu z Francuzem miał przystąpić do pierwszej obrony pasa mistrzowskiego KSW wagi piórkowej, jednak w związku z niezrobieniem limitu wagowego podczas ważenia trofeum to zostało mu odebrane. Torres ważył wówczas 600 gramów za dużo i nawet w przypadku wygranej nie zdobył by pasa. Ostatecznie walkę w podanym terminie przegrał po pięciu rundach, a na tron mistrzowski powrócił Parnasse.

### EMC i ostatnia walka dla KSW
Torres po ostatniej przegranej walce zawalczył poza polską organizacją, dla niemieckiej Elite MMA Championship. Podczas gali EMC 9, która odbyła się 16 kwietnia 2022 w Düsseldorfie technicznie znokautował Argentyńczyka, Nico Cocuccia. Starcie odbyło się w wadze lekkiej.
18 czerwca 2022 w Toruniu podczas gali KSW 71 zawalczył z byłym mistrzem w wadze półśredniej oraz byłym pretendentem do pasa KSW w wadze lekkiej, Borysem Mańkowskim. Walka doczekała się do werdyktu sędziowskiego, po którym zwycięzcą walki został Torres. Pojedynek nagrodzono bonusem w kategorii "walka wieczoru".
W listopadzie 2022 portal InTheCage.pl podał, że Torres nie podpisał nowego kontraktu z największą polską organizacją oraz pracowano nad ponownym zestawieniem go z Romanem Szymańskim.

### PFL
Po oficjalnym opuszczeniu KSW podpisał kontrakt z jedną z czołowych, amerykańskich organizacji, Professional Fighters League. Debiut dla nowego pracodawcy odbył 1 kwietnia 2023 podczas gali PFL 1:2023 Regular Season w Las Vegas. Jego rywalem został Meksykanin, Alejandro Flores. Przegrał przez jednogłośną decyzję sędziów (29-28, 29-28, 29-28).
Jakiś czas później w mediach społecznościowych poinformowano, że Torres stosował doping. Komisja Sportowa Stanu Nevada (NSAC) w jego organizmie wykryła drostanolon i amfetaminę. Został ukarany grzywną w wysokości 2500 dolarów oraz został zawieszony do 1 stycznia 2024 roku, a wynik jego ostatniej walki został zmieniony na no contest.

### Oktagon MMA
W grudniu 2023 ogłoszono, że weźmie udział w turnieju Tipsport Gamechanger 2 w wadze lekkiej organizowanym przez czesko-słowacką organizację Oktagon MMA. 2 marca 2024 na wydarzeniu Oktagon 54 stoczył pierwszy etap turniejowy. Jego rywalem był reprezentant Czech, Vladimír Lengál. Zwyciężył jednogłośnie na kartach punktowych, tym samym awansując do ćwierćfinału turnieju wartego milion euro.
Ćwierćfinałową walkę turniejową stoczył 20 lipca 2024 w Bratysławie, podczas walki wieczoru wydarzenia Oktagon 59: Summer Party. Jego przeciwnikiem był aktualny mistrz federacji Oktagon MMA, Ronald Paradeiser. Uległ Słowakowi jednogłośnie na kartach punktowych.
12 października 2024 podczas gali Oktagon 62: Bigger Than Ever, która odbyła się na stadionie piłkarskim Deutsche Bank Park we Frankfurcie nad Menem, zmierzył się z byłym pretendentem do pasa Oktagon MMA wagi piórkowej, Niko Samsonidse. W drugiej rundzie Torres został poddany duszeniem zza pleców przez reprezentanta Niemiec.

## Kick-boxing i kun khmer
29 czerwca 2019 zadebiutował w nowej dla siebie formule walki, tocząc swój pierwszy pojedynek na zasadach K-1 przeciwko Tajlandczykowi, Kamonowi Chetphaophananowi. Pojedynek Torres zwyciężył jednogłośną decyzją sędziowską, zdobywając po wygranej walce mistrzowski pas WFMC w wadze średniej (-75 kg).
Po ponad czterech latach przerwy miał stoczyć drugą walkę na zasadach K-1. 7 października 2023 podczas gali Sparta Championship Fighting 3 planowano walkę Torresa z Albańczykiem, Lirim Ahmetim, jednak do starcia nie doszło z nieznanych przyczyn.
Torres stoczył jedną walkę w formule Kun khmer. 5 listopada 2023 podczas gali MFC 3 X MAS w Kambodży przegrał przez ciężki nokaut z Thoeunem Tearą.

## Osiągnięcia

### Kick-boxing
- 2019: Mistrz świata WFMC na zasadach K-1 w wadze średniej (-75 kg)[43].

### Mieszane sztuki walki
- 2021: Mistrz KSW w wadze piórkowej (-65,8 kg)[23].

## Lista zawodowych walk w MMA
| Wynik     | Bilans   | Przeciwnik (bilans przed walką)  | Rozstrzygnięcie                | Runda | Czas | Rozgrywki                           | Data       | Miejsce             | Uwagi |
| --------- | -------- | -------------------------------- | ------------------------------ | ----- | ---- | ----------------------------------- | ---------- | ------------------- | --- |
| Przegrana | 15-7 (2) | Niko Samsonidse (10-3)           | Poddanie (duszenie zza pleców) | 2     | 4:06 | Oktagon 62: Bigger Than Ever        | 12.10.2024 | Frankfurt nad Menem | |
| Przegrana | 15-6 (2) | Ronald Paradeiser (19-8)         | Decyzja (jednogłośna)          | 3     | 5:00 | Oktagon 59: Summer Party            | 20.07.2024 | Bratysława          | Walka ćwierćfinałowa turnieju w kategorii lekkiej. Main Event                                                                                             |
| Wygrana   | 15-5 (2) | Vladimír Lengál (6-2)            | Decyzja (jednogłośna)          | 3     | 5:00 | Oktagon 54: Kincl vs. Wawrzyniak    | 02.03.2024 | Ostrawa             | Debiut w Oktagon MMA. Walka eliminacyjna turnieju Tipsport Gamechanger 2 w wadze lekkiej.                                                                 |
| Nieodbyta | 14-5 (2) | Alejandro Flores (21-4)          | No contest (zmiana werdyktu)   | 3     | 5:00 | PFL 1:2023 Regular Season           | 01.04.2023 | Las Vegas           | Playoffy sezonu regularnego PFL 2023 w wadze piórkowej. Pierwotnie wygrana Floresa przez jednogłośną decyzję sędziowską.                                  |
| Wygrana   | 14-5 (1) | Borys Mańkowski (22-9-1)         | Decyzja (jednogłośna)          | 3     | 5:00 | KSW 71: Ziółkowski vs. Rajewski     | 18.06.2022 | Toruń               | Bonus za walkę wieczoru. |
| Wygrana   | 13-5 (1) | Nico Cocuccio (11-4-1)           | TKO (ciosy pięściami)          | 3     | 3:33 | EMC 9                               | 16.04.2022 | Düsseldorf          | Debiut w EMC. Przejście do wagi lekkiej. |
| Przegrana | 12-5 (1) | Salahdine Parnasse (14-1)        | Decyzja (jednogłośna)          | 5     | 5:00 | KSW 65: Khalidov vs. Soldić         | 18.12.2021 | Gliwice             | Początkowo Torres miał bronić pas mistrzowski, jednak w związku z niezrobieniem wagi ten został mu zabrany i mógł go zdobyć tylko Parnasse. Co-Main Event |
| Wygrana   | 12-4 (1) | Salahdine Parnasse (13-0)        | KO (cios przedramieniem)       | 1     | 1:49 | KSW 58: Parnasse vs. Torres         | 30.01.2021 | Łódź                | Zdobył pas mistrzowski KSW w wadze piórkowej. Bonus za nokaut wieczoru. Main Event                                                                        |
| Wygrana   | 11-4 (1) | Max Coga (22-6-1)                | Decyzja (niejednogłośna)       | 3     | 5:00 | KSW 56: Polska vs. Chorwacja        | 14.11.2020 | Łódź                | Bonus za walkę wieczoru. |
| Wygrana   | 10-4 (1) | Filip Pejić (14-2-2)             | Decyzja (jednogłośna)          | 3     | 5:00 | KSW 51: Croatia                     | 09.11.2019 | Zagrzeb             | |
| Wygrana   | 9-4 (1)  | Ahmed Vila (7-2)                 | TKO (przerwanie przez lekarza) | 2     | 1:37 | INNFERNO Fighting Championship 4    | 05.10.2019 | Innsbruck           | |
| Przegrana | 8-4 (1)  | Roman Szymański (10-4)           | Decyzja (jednogłośna)          | 3     | 5:00 | KSW 46: Narkun vs. Khalidov 2       | 01.12.2018 | Gliwice             | Bonus za walkę wieczoru. |
| Wygrana   | 8-3 (1)  | Filip Wolański (11-2)            | Decyzja (niejednogłośna)       | 3     | 5:00 | KSW 44: The Game                    | 09.06.2018 | Gdańsk/Sopot        | Debiut w KSW. Bonus za walkę wieczoru. |
| Wygrana   | 7-3 (1)  | Kamil Łebkowski (16-7)           | Decyzja (jednogłośna)          | 3     | 5:00 | FEN 20: Next Level                  | 10.03.2018 | Warszawa            | Debiut w FEN. |
| Wygrana   | 6-3 (1)  | Pedro Henrique Finger (2-1)      | TKO (ciosy pięściami)          | 2     | 0:23 | TAURA MMA – 2                       | 25.11.2017 | Viamão              | |
| Wygrana   | 5-3 (1)  | Egon Thiago (1-3)                | TKO (ciosy pięściami)          | 1     | 2:16 | Action Fight 5                      | 24.06.2017 | Fortaleza           | |
| Przegrana | 4-3 (1)  | Marcelo Marques (3-0)            | Decyzja (jednogłośna)          | 3     | 5:00 | Action Fight 4: Duarte vs. Silveira | 17.12.2016 | Fortaleza           | |
| Wygrana   | 4-2 (1)  | Genilson Pinheiro (0-1)          | KO (cios pięścią)              | 2     | 2:58 | Action Fight 3                      | 23.07.2016 | Fortaleza           | Walka w wadze lekkiej. |
| Wygrana   | 3-2 (1)  | Héder Araujo (1-2-1)             | Poddanie (duszenie gilotynowe) | 2     | 1:00 | Coronel Combate 8                   | 13.05.2016 | Fortaleza           | |
| Wygrana   | 2-2 (1)  | Rogério Souza (5-4)              | Decyzja (jednogłośna)          | 3     | 5:00 | Instigacao Fight 16                 | 20.09.2014 | Campina Grande      | |
| Wygrana   | 1-2 (1)  | Aldo Kercio (0-0)                | KO                             | ?     | ?    | Praera Extreme Fight                | 21.01.2014 | João Pessoa         | |
| Przegrana | 0-2 (1)  | Janailson Kevin (30-14)          | KO (łokieć)                    | 3     | ?    | Gladiator Fight 4                   | 30.05.2013 | Campina Grande      | |
| Przegrana | 0-1 (1)  | Luiz Bruno Oliveira (0-0-. 1 NC) | Decyzja (jednogłośna)          | 3     | 5:00 | Natal Fight Championship 5          | 22.09.2012 | Natal               | |
| Nieodbyta | 0-0 (1)  | Luiz Bruno Oliveira (0-0)        | No contest                     | 2     | ?    | First Fight – Revelations           | 31.05.2012 | Parnamirim          | |

## Lista walk w kick-boxingu
| Wynik   | Bilans | Przeciwnik         | Rozstrzygnięcie       | Runda | Czas | Rozgrywki                           | Data       | Miejsce | Uwagi                                                               |
| ------- | ------ | ------------------ | --------------------- | ----- | ---- | ----------------------------------- | ---------- | ------- | ------------------------------------------------------------------- |
| Wygrana | 1-0    | Kamon Chetphaophan | Decyzja (jednogłośna) | ?     | ?    | Mix Fight Night 8 & Respect Austria | 29.06.2019 | Enns    | Zdobył mistrzostwo WFMC w K-1 w wadze średniej (-75 kg). Main Event |

## Lista walk w kun khmer
| Wynik     | Bilans | Przeciwnik    | Rozstrzygnięcie | Runda | Czas | Rozgrywki                      | Data       | Miejsce    | Uwagi         |
| --------- | ------ | ------------- | --------------- | ----- | ---- | ------------------------------ | ---------- | ---------- | ------------- |
| Przegrana | 1-1    | Thoeun Theara | KO (lewy hak)   | 2     | ?    | MFC 3 X MAS: Leduc vs. Samnang | 05.11.2023 | Phnom Penh | Co-Main Event |